# Klement Steinmetz
Klement Steinmetz (* 23. März 1915; † 2. Mai 2001) war ein österreichischer Fußballspieler. Der Stürmer gewann mit der österreichischen Amateurauswahl bei den Olympischen Spielen 1936 in Berlin die Silbermedaille.

## Karriere
Klement Steinmetz spielte beim Kapfenberger SC in der steirischen Landesliga. Die Liga war damals auf Amateurbasis ausgerichtet und stand nicht mit der professionellen österreichischen Meisterschaft in Verbindung, die sich zur damaligen Zeit nur auf den Wiener Raum beschränkte. Mit den Kapfenbergern musste sich der Läufer jedoch zumeist den Grazer Teams in der Meisterschaft geschlagen geben. 
Von Trainer Jimmy Hogan wurde er dennoch 1936 zu den Olympischen Spielen nach Berlin mitgenommen, obwohl er bis dahin noch kein Spiel für die österreichische Amateur-Nationalmannschaft bestritten hatte. Als Mittelstürmer war Klement Steinmetz in den ersten beiden Partien einer der überragenden Spieler, schoss drei Tore. Nach dem Skandalspiel gegen Peru fiel er jedoch verletzungsbedingt aus und musste durch Franz Mandl ersetzt werden. Bis zum olympischen Finale gegen Italien konnte Klement Steinmetz zwar wieder fit gemacht werden, jedoch nicht mehr an die Trefferqualitäten in den beiden ersten Spielen anschließen. Mit der Mannschaft verlor er das Endspiel schließlich mit 1:2 nach Verlängerung. 
Ab 1938 spielte er in der höchsten Spielklasse beim SK Amateure Steyr und beim Grazer SC Straßenbahn.

## Erfolge
- Teilnahme bei den Olympischen Spielen 1936: Silbermedaille
- 3 Spiele für die österreichische Amateur-Nationalmannschaft 1936